# 莫暠
莫暠（Mạc Cao，？—？），一作莫嵩，是越南莫朝開國君主莫登庸之曾祖父。
1527年，莫登庸建立莫朝之後，追尊曾祖父庙号懿祖，諡號洪慶淵哲英睿皇帝。

## 家族
- 子：莫弘祖莫萍